# 荻野秋清
荻野 秋清（おぎの あききよ）は、戦国時代の丹波国の武将。黒井城主。

## 出自
荻野氏は鎌倉時代末に氷上郡葛野荘の地頭を務めていた御家人で、丹波の荘園における抑留や狼藉の停止を任される有力な武士だった。南北朝時代初期には荻野朝忠が丹波守護代に任じられていた。黒井城のある氷上郡春日部荘は赤松貞範が領知していたが、貞範は荻野氏を代官に任命したとみられ、その後、貞範の子孫が衰退すると春日部荘や黒井城は荻野氏のものとなっていた。

## 生涯
秋清は、父とみられる荻野和泉守の跡を継いで黒井城主となった。山田村（丹波市春日町山田）に隠居した和泉守に代わり、大永年中（1521 - 1528年）には黒井城に在城していた。
天文10年（1541年）から13年（1544年）頃か、赤井時家の二男・才丸（のちの荻野直正）が、朝日城（丹波市春日町朝日）の麓に居住する荻野同名中の養子となる。
直正は秋清の甥といわれ、直正の母と秋清の妻が姉妹だった可能性がある。また、赤井系図に秋清が直正の「外舅」（妻の父）とあることから、直正は秋清の娘を娶っていたと考えられる。
天文13年（1544年）8月、御油荘の円通寺に田地を寄進している。
天文23年（1554年）1月2日、秋清は直正により殺害された。この後、直正は秋清の下屋敷である留堀城（丹波市市島町酒梨）付近に清安寺を建立し、秋清の菩提を弔った。

## 殺害の理由
直正による秋清殺害の理由については、朝日城主となっていた直正自身による黒井城乗っ取りの野心や、直正を黒井城主にしようという父・赤井時家や兄・家清による策略などが考えられる。
秋清殺害の際、家臣たちが抵抗した様子も見られないことから、秋清に不満を抱いていた荻野同名中や黒井城の重臣たちの協力があった可能性もある。家臣らが秋清に不信をもった原因として、円通寺への領地の寄進により荻野氏の経済力・軍事力を弱めたことや、天文20年（1551年）に黒井城の支城・長谷城の城主である秋山修理太夫が波多野元秀に滅ぼされたのに対し、何の手立ても講じなかったことが挙げられる。
また、直正による荻野氏の家督継承について、秋清は了承していたものの荻野同名中には異論も出ていたらしく、「家督継承を反故にするならこちらにも覚悟がある」と威嚇する赤井時家の書状が残っている。このことから、秋清を殺害して荻野氏の実権を握ることで、直正の家督継承に反対する勢力を封じようという赤井氏の意図があったとも推測される。
天文22年（1553年）9月、三好氏と結ぶ丹波守護代・内藤国貞が戦死し、その跡を継いだ松永長頼に忠節を尽くすよう、細川氏綱が丹波国人らに通達していた。赤井系図には「外舅荻野某謀叛を企てるにより」直正が討ち取ったとあり、秋清がこの通達に応じたことを「謀叛」と表した可能性も考えられる。